# Tidaholm
Tidaholm er en by i Västra Götalands län i landskabet Västergötland i Sverige. Den er administrationsby for Tidaholms kommune.  Åen Tidan løber gennem byen, der i 2010 havde 8.027 indbyggere.
På Hellidsberget i udkanten af Tidaholm ligger Hellidens Slot, som blev bygget som bolig for Hans Henric von Essen (1820-1894), der regnes for byens grundlægger. I dag er slottet ramme for Hellidens folkhögskola med elever fra hele Sverige.
Tidaholm fik bystatus 1910.